# Frazier Park
Frazier Park es un lugar designado por el censo (en inglés, census-designated place, CDP) situado en el condado de Kern, California, Estados Unidos. Según el censo de 2020, tiene una población de 2592 habitantes.

## Geografía
La localidad está ubicada en las coordenadas 34°49′N 118°57′O / 34.817, -118.950 (34.814193, -118.954961). Según la Oficina del Censo, tiene una superficie de 13.51 km² de tierra y 0.004 km² de agua.

## Demografía
De acuerdo con la estimación 2017-2021 de la Oficina del Censo, los ingresos medios de los hogares de la localidad son de $37,662. Alrededor del 31.1% de la población está por debajo de la línea de pobreza.